# 2015년 조후시 PA-46 추락 사고
조후 시 PA-46 추락 사고(일본어: 調布市PA-46墜落事故)는 2015년 7월 26일, 일본의 조후 비행장에서 이륙한 파이퍼 PA-46 경비행기가 조후시 후지미 정의 한 주택가에 추락한 경비행기 추락 사고이다. 이 사고로 경비행기 탑승자 5명 중 2명과 지상에 있는 주민 1명 등 3명이 숨지고 지상 주민 2명과 경비행기 탑승자 3명 등 5명이 다쳤다. 또한 추락 사고의 여파로 주택 3채와 차량 2대가 화염에 휩싸여 전소되었다. 사고 항공기의 기체 번호는 JA4060이며, 1989년 도입된 것으로 보인다. 또한, 본래 사고가 일어난 이 경비행기의 최종 목적지는 오시마 공항으로 향할 예정에 있다.